# Rich Brian
Брајан Имануел Соеварно (енгл. Brian Imanuel Soewarno; 3. септембар 1999), познат по имену Rich Brian, индонежански је репер, певач, аутор песама и музички продуцент. Најпознатији је по свом синглу Dat $tick.

## Младост
Брајан Имануел је рођен и одрастао у Џакарти, Индонезији. У породици са четворо деце, Брајан је најмлађи. Брајан каже да је често сам и да проводи доста времена у кафићу који његови родитељи држе. Његова сестра је такође открила да, због тога што су му родитељи веома заузети и његове асоцијалне личности, није ишао у школу. Године 2010. Брајан се придружио друштвеним мрежама, а енглески језик је научио преко Јутјуба.

## Извођачка каријера
Брајан је објавио свој деби албум “Living the Dream” 17. јула 2015. године на Јутјубу. Албум је написао Dj Smokey, и тиме је Брајан започео своју каријеру. Први сингл Dat $tick је објавио 22. фебруара наредне године. Песма је постала хит и остварила глобални успех након што је неколико америчких реп извођача објавило своје реакције на његов музички видео. Тајвански уметник Чен Хандијен је снимио видео у којем је имитирао стил снимања који се јавља у Брајановом видеу за Dat $tick. Брајанов други сингл Who That Be је објављен 9. августа 2016. године на Ајтјунсу.
Године 2018, он мења своје име из Рич Чига у Рич Брајан.

## Дискографија
| Година објављивања | Назив песме                                          |
| 2016               | "Dat $tick"                                          |
| 2016               | Who That Be                                          |
| 2016               | Seventeen                                            |
| 2016               | "Dat $tick (Remix) [feat. Ghostface Killah & Pouta]" |
| 2017               | Back At It                                           |
| 2017               | Gospel                                               |
| 2017               | Glow Like Dat                                        |
| 2017               | Chaos                                                |
| 2017               | Crisis (feat. 21 savage)                             |
| 2018               | See Me                                               |
| 2018               | 18 (feat. Tripple Redd & Baauer)                     |